# Augaire mac Aililla
Augaire mac Aililla (tué en 917) est un roi de Leinster de 909 à 917.

## Origine
Augaire mac Aililla est le fils de Ailill mac Dúnlainge issu des  Uí Muiredaig l'un des trois Septs des  Uí Dúnlainge.

## Règne
Augaire mac Aililla devient roi de Leinster après la mort de maladie de son prédécesseur Cerball mac Muirecáin du Sept Uí  Fáeláin en 909.
On ne connait rien de son règne mais en 917 il doit faire face au retour offensif des vikings chassés du royaume de Dublin depuis 902. Il est tué lors de la seconde bataille de Cenn Fuait par Sigtryggr Caoch. Avec lui périssent : Máelmorda mac Muirecáin, le frère cadet de son prédécesseur, Máel Maedoc mac Diarmait, savant et évêque du Leinster et Urgan mac Cenneitig, roi de Laiges, ainsi que d'autres chefs nobles. 
Sa succession est assurée par Fáelán mac Muiredaig du Sept Uí Dúnchada.

## Postérité
Son fils Tuathal mac Augaire, sera plus tard roi de Leinster.

## Source
- (en) Francis John Byrne Irish Kings and High Kings: "Kings of Leinster": Genealogical Tables, p. 290, Dublin, réédition (2004)  (ISBN 1851825525).
- (en) Theodore William Moody, Francis John Byrne Francis X.Martin A New History of Ireland" Tome IX ; Maps Genealogies, Lists. Oxford University Press  (ISBN 0198217455), p. 201.